# Гудава (Абхазия)
Гуда́ва, Гуда́а (абх. Гәдаа; груз. გუდავა) — село в Абхазии, в Очамчырском районе частично признанной Республики Абхазия, согласно административному делению Грузии — в Гальском муниципалитете Абхазской Автономной Республики. Расположено в равнинной полосе к юго-востоку от райцентра — города Очамчыра, на побережье Чёрного моря, на левом берегу реки Окуми. Село находится 12 километрах от Гала, в 3 километрах от железнодорожной платформы Ачгуара. В административном отношении территория села входит в Ачгуарскую сельскую администрацию. Ранее составляла отдельную Гудавскую сельскую администрацию (абх. Гәдаа ақыҭа ахадара, в прошлом — Гудавский сельсовет.
Фактически до 1994 года село входило в состав Гальского района Республики Абхазии, а с 1994 по 2006 находилось под контролем Грузии и входило в состав Гальского района Грузии.

## Границы
На севере Гудава граничит с сёлами Ачгуара и Илор; на востоке — с селом Шашалат; на юге — с Гальским районом. На западе территория сельской администрации выходит к черноморскому побережью.

## История
Название Гудава происходит от одноимённой реки. Этимология слова связана с более древним названием «Гудаква» латинского происхождения (лат. aqua — «вода», guttus — «кувшин, кружка», или gutta — «капля»). Латинские корни связаны с тем, что во II веке н. э. это место входило в ряд римских военных укреплений, известных как «Понтийский лимес» (Понт — Чёрное море, лимес — граница). Тут располагались римские гарнизоны.
Гудаквой называли более древнюю греческую колонию Зиганис, где было одно из первых греческих христианских епископств. Изначально это было местом ссылки неугодных римским властям христианских деятелей (греч. σιγή — молчание, умиротворение, покой, ζυγόν — ярмо).
Впоследствии Зиганис-Гудаква входил в состав Эгрисского (Лазского) царства, находящегося под влиянием Византии.

## Население
Население Гудавского сельсовета, по данным переписи 1989 года, составляло 3229 человек. Этнический состав — преимущественно грузины.
| Численность населения | Численность населения | Численность населения | Численность населения | Численность населения |
| 1886                  | 1926                  | 1959                  | 1970                  | 1989                  |
| --------------------- | --------------------- | --------------------- | --------------------- | --------------------- |
| 1122                  | ↗2767                 | ↘2385                 | ↗3329                 | ↘3229                 |

В XIX веке в состав Гудавской сельской общины входили также сёла Риап, Шашалат и часть Ачигвары. По данным переписи населения 1886 года, в самой Гудаве проживали православные христиане — 1285 человек, мусульмане-шииты — 1 человек. По сословному делению в селе находились 32 князя, 35 дворян, 11 представителей православного духовенства, 7 представителей «городских» сословий и 1201 крестьянин.
По данным переписи 1926 года, в Гудаве проживало определённое число людей, самоидентифицировавшихся абхазами. Позже гудавские абхазы полностью переходят на мегрельский язык и огрузиниваются.
В советское время в село прибывает значительное число русских.
Во время грузино-абхазской войны Гудава, как и остальные сёла Гальского района, контролировалась грузинской стороной. После окончания войны большая часть жителей покидает село, но уже в 1994 году многие возвращаются. В настоящее время число жителей села сильно сократилось в сравнении с довоенным периодом.
| Год переписи | Число жителей               | Этнический состав                                                 |
| ------------ | --------------------------- | ----------------------------------------------------------------- |
| 1886         | 1286 (без Шашалата и Риапа) | самурзаканцы 89,7 %; грузины 10,3 %                               |
| 1926         | 2767                        | грузины 87,8 %; абхазы 8,9 %; русские 1,2 %                       |
| 1959         | 2385                        | грузины (нет точных данных)                                       |
| 1989         | 3229                        | грузины, русские 30 % в посёлке Вторая Гудава (нет точных данных) |

## Историческое деление
Село Гудава исторически подразделяется на 11 посёлков (абх. аҳабла):
- Аблахара
- Анаара (Анария)
- Ацангуара
- Гудакуа
- Дихагузба
- Дзыданакуа (Дзиданакеви)
- Охурей (не путать с селом Охурей)
- Пагура
- Сахунцарио
- Хаигуарта
- Цорка